# Alberto Rimedio
Alberto Rimedio (Roma, 29 maggio 1972) è un giornalista, telecronista sportivo e conduttore televisivo italiano.

## Biografia
Da giovane, fino al 1992, ha militato nelle file della Primavera della Sampdoria. Dal 2011 al novembre 2012 ha condotto 90º minuto Serie B. È telecronista delle partite di calcio della Nazionale italiana di calcio per Rai Sport a partire dal settembre 2014: è stato inizialmente affiancato da Stefano Bizzotto, poi da Giovanni Trapattoni e da Walter Zenga a Euro 2016, da Alberto Zaccheroni e nuovamente da Walter Zenga dal novembre del 2017, da Antonio Di Gennaro dal 2018 al 2024 e infine da Lele Adani.
Da quando è stato nominato telecronista della Nazionale Italiana di calcio nel luglio 2014, Alberto Rimedio non ha mai commentato l'Italia ad un campionato del mondo di calcio. Dal 2016 al 2018 ha condotto anche 90º minuto insieme a Paola Ferrari. L'11 luglio 2021, a seguito della sua positività al COVID-19, viene sostituito da Stefano Bizzotto per commentare la finale di Euro 2020 fra Inghilterra ed Italia, dopo aver commentato tutte le partite degli azzurri fino alla semifinale.
Per la stagione 2022/2023 di Serie A, viene chiamato a condurre La Domenica Sportiva su Rai 2 al posto di Jacopo Volpi ed è telecronista di alcune partite del Mondiale in Qatar, commentando la finale tra Francia e Argentina,  della semifinale di Europa League Juventus-Siviglia e della finale Siviglia-Roma su Rai 1 sempre affiancato da Di Gennaro. Dalla stagione 2023-2024 è tra gli opinionisti fissi de La Domenica Sportiva dopo essere stato sostituito da Simona Rolandi alla conduzione ed è telecronista, sempre con Di Gennaro, della fase finale dell'Europa League 2023-2024 su Rai 1 e di diverse partite di Euro 2024, comprese la finale per la quale però è affiancato da Lele Adani. Inoltre nel luglio del 2024 è telecronista della Partita del cuore trasmessa su Rai 1. Dalla stagione seguente viene affiancato da Adani anche nella telecronaca delle partite dell’Italia.

## Controversie
Il 23 novembre 2022, durante il campionato mondiale di calcio in Qatar, nel presentare la sfida del Girone F tra Belgio e Canada, Alberto Rimedio mette in evidenza le diverse nazionalità dei componenti del gruppo arbitrale attraverso la seguente espressione: "Ci sono davvero tante razze in questa partita". La frase del telecronista viene considerata "razzista" e suscita non poche polemiche, e lo stesso Rimedio ad inizio ripresa, riprendendo il collegamento, si scusa per la frase utilizzata all'inizio del match, ammettendo di aver usato termini impropri.

## Televisione
- 90º minuto (Rai 2, 2016-2018)
- La Domenica Sportiva (Rai 2, 2022-2023)

## Partite di beneficenza
- Partita del cuore (Rai 2)

## Libri
- Euro 2020. Wembley si inchina all'Italia, Diarkos, 2021, ISBN 9788836161508.